# Central Obrera Boliviana
La Central Obrera Boliviana (COB) es la central sindical principal de Bolivia. Representa a sectores laborales como obreros, campesinos, profesionales y sectores populares.
Ha sido considerada como unos de los principales aliados al partido Movimiento al Socialismo liderado por Evo Morales debido a sus apoyos dentro del sindicato, la cual ha sido criticada por políticos opositores y exdirigentes obreros. Durante la crisis del 2019 tras las elecciones generales el 20 de octubre cuyos resultados fueron contestados con protestas pidieron al entonces presidente Morales que renunciara a la presidencia. En agosto de 2020 mantuvieron las protestas contra el retraso de los nuevos comicios que debían inicialmente celebrarse en mayo y posteriormente en septiembre reclamando como ultimátum la fecha del 11 de octubre para su celebración a pesar de que el MAS y Morales desde Argentina pidió aceptar la propuesta oficial del 18 de octubre señalando que no distaba tanto de propuesta de la COB.

## Historia
Su objetivo es la emancipación de los trabajadores bolivianos, es decir, la defensa de los derechos fundamentales laborales, la liberación definitiva de los explotados, marginados, oprimidos del pueblo boliviano. La COB fue fundada el 17 de abril de 1952 en el marco de la Revolución del 9 de abril de 1952 y ha tenido relaciones difíciles con todos los gobiernos bolivianos desde los años 1950. En respuesta al golpe del 1 de noviembre, la Central Obrera Boliviana (COB) lanzó una campaña de protestas masivas, que fueron respondidas con la Masacre de Todos los Santos perpetrada por el gobierno de Alberto Natusch Busch.
La COB respalda la nacionalización de los recursos de gas y participó en las protestas contra la privatización del abastecimiento del agua municipal en 2000 en Cochabamba. La COB tuvo cinco líderes históricos que emergieron de la Federación Sindical de Trabajadores Mineros de Bolivia  y marcaron el movimiento sindical boliviano, Juan Lechin Oquendo, Simón Reyes, Víctor López Arias, Edgar (Huracán) Ramírez y Óscar Salas Moya.
En 2013 el sindicato confrontó con Evo Morales por la reforma de pensiones. En julio de 2017 la COB encabezó una multitudinaria marcha que unió las ciudades de El Alto y La Paz, pero fracasó en su convocatoria de un paro de 24 horas contra la subida en un 3 % de la tarifa de la luz decretada por el Gobierno y de una decisión judicial que impide a los médicos hacer huelgas.
En noviembre de 2017 la COB anunció que no respaldaba las marchas por la reelección de Evo Morales.  Su líder Guido Mitma señaló que «la COB está exigiendo respeto a la Constitución y respeto al voto ciudadano» indicando que «la repostulación de Evo Morales es una traición a los bolivianos». Desde 2018 tiene afinidad política por el Movimiento al Socialismo, respaldando la reelección del presidente Evo Morales. En febrero de 2018 se celebró el XVII Congreso Nacional de la COB en el que fue elegido Juan Carlos Huarachi como secretario ejecutivo, sustituyendo al minero Guido Mitma. En mayo de 2019 Evo Morales encabezó la marcha en Cochabamba de la Central Obrera Boliviana en el Día del Trabajo.

### Crisis en Bolivia de noviembre de 2019

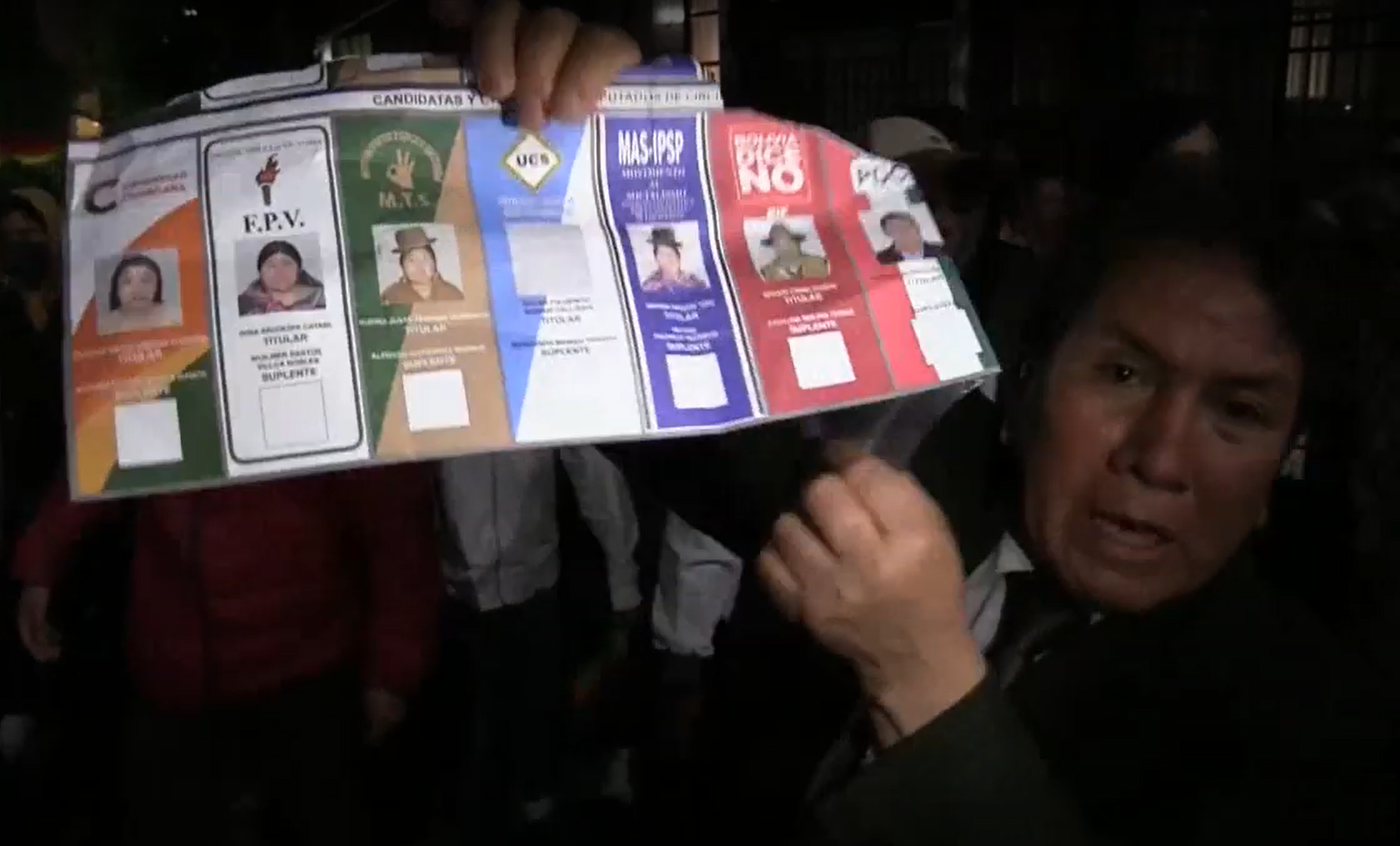
Protestas tras las elecciones en Bolivia en 2019

El 1 de noviembre de 2019 realizó un pronunciamiento advirtiendo la declaración de una huelga general indefinida y movilizaciones hasta la ciudad de La Paz en 24 horas «para restaurar el orden en el país, en apoyo a la elección viciada de fraude que favorecía al partido de Evo Morales (MAS)».
El 7 de noviembre, el secretario general de la organización y aliado del partido político de Evo Morales, Juan Carlos Huarachi hizo un llamamiento en la ciudad de El Alto para enfrentar a los cívicos y líderes de la oposición que exigía la renuncia del presidente Evo Morales, a causa del supuesto fraude cometido según informe de la Organización de Estados Americanos. «El símbolo de lucha es El Alto; hoy tenemos una nueva responsabilidad, no podemos estar mirando mientras hay muertos en Cochabamba y Santa Cruz, humillando a la mujer de pollera, haciendo arrodillar a una mujer gremial, ¿qué está pasando compañeros?», señaló.
El 10 de noviembre de 2019 tras la presentación de supuestas evidencias de «irregularidades» en las elecciones generales y el derramamiento de sangre durante las protestas en el país desde el 20 de octubre fecha de la celebración de elecciones, pidió al presidente Evo Morales «renunciar, si es necesario» señalando que el presidente debía reflexionar ante la petición del pueblo: “El pueblo está pidiendo. Por eso le pedimos al presidente que reflexione. Si es por el bien del país, si es por la salud del país, que renuncie nuestro presidente”. Juan Carlos Huarachi hizo también un llamado a la reflexión al pueblo boliviano y a los dirigentes de todos los sectores para “convocar a la pacificación del país”.

### Protestas en agosto de 2020 por el retraso de la fecha electoral
Tras la crisis de otoño de 2019 los partidos acordaron repetir las elecciones el 3 de mayo de 2020, sin embargo se aplazaron a causa de la pandemia del coronavirus. El Congreso señaló el 6 de septiembre como nueva fecha y así se aceptó por parte del Tribunal Supremo Electoral, sin embargo a principios de agosto se anunció un nuevo aplazamiento de los comicios a causa de la pandemia.
Como protesta por el aplazamiento la COB y el Pacto de Unidad de organizaciones indígenas y vecinales iniciaron protestas y bloqueos en más de 100 puntos del país en contra del nuevo aplazamiento de la convocatoria de elecciones denunciando el fracaso del gobierno en el control de la pandemia. Las protestas provocaron escasez de alimentos de insumos médicos en varias ciudades afectando en particular, según el gobierno, a los hospitales que requieren oxígeno para atender los caso de COVID-19. Por su parte el líder de los campesinos colonizadores Henry Nina señaló que el oxígeno ya escaseaba en Bolivia desde hacía varios meses antes de que se iniciaran los bloqueos.
Tras la convocatoria al diálogo nacional para frenar las protestas por parte de la presidenta interina Jeanine Áñez dirigido a los dirigentes de la Central Obrera Boliviana, a los vocales del organismo electoral, a todos los candidatos y a los presidentes de las cámaras de Diputados, Sergio Choque, y de Senadores, Eva Copa con la Iglesia Católica como observadora, finalmente el 14 de agosto la Asamblea Legislativa aprobó una ley, promulgada posteriormente  refrendando la fecha del 18 de octubre para la celebración de las elecciones generales.  Sin embargo la COB se opuso a la ratificación de la ley, señalando que se ha producido una «traición»  manteniendo que la fecha no se había consensuado y que no se ha consultado a la sociedad boliviana. El TSE quedó con la potestad de fijar la fecha de la votación en el plazo fijado por la ley, el COB se mantiene en la posición de convocar las elecciones el 11 de octubre. Desde su exilio en Argentina el expresidente Evo Morales pidió a sus seguidores aceptar el 18 de octubre como fecha de convocatoria electoral. También la Conferencia Episcopal Boliviana, la Organización de Naciones Unidas y la Unión Europea  pidieron suspender las medidas de fuerza.

## Organización interna
Si bien ya existía la Confederación Sindical de Trabajadores de Bolivia (CSTB) afiliada en la Confederación de Trabajadores de América Latina (CTAL) aunque nunca había llegado a tener un real poder de convocatoria entre los trabajadores. En 1952, apenas 4 días del triunfo de los trabajadores sobre el ejército. Se convocó a esta reunión por los mineros y se realizó bajo la conducción de su secretario ejecutivo Juan Lechin Oquendo.

## Posiciones
Su primer documento de orientación ideológica proclamaba la lucha por la nacionalización de las minas, los ferrocarriles y la reforma agraria, declaraba la independencia política de la COB a nivel nacional e internacional y pedía al gobierno la derogación de las leyes antiobreras.
Su ideología política es el sindicalismo.

## Evolución
La COB era muy distinta de un sindicato “clásico”. En ella se organizaban no sólo mineros y obreros fabriles, sino también a los estudiantes y amplios sectores populares como los campesinos.
En la actualidad la Central Obrera Boliviana ha tenido grandes cambios para la conformación de las regionales departamentales, añadiendo a su gran masa sindical a Fabriles, Mineros, Universidades, y otros sindicatos que estén en plena dependencia de la Ley General del Trabajo regida en toda la nación.

## Organizaciones afiliadas
La Central Obrera Boliviana tiene más de 60 organizaciones afiliadas, organizadas en Centrales Obreras Departamentales (CODes) y Centrales Obreras Regionales (CORes).

## Secretarios Ejecutivos
| Secretarios Ejecutivos     | Período como Secretario Ejecutivo              | Referencias  |
| -------------------------- | ---------------------------------------------- | ------------ |
| Juan Lechin Oquendo        | 18 de julio de 1952 - 18 de julio de 1987      |              |
| Simón Reyes                | 18 de julio de 1987 - 18 de julio de 1989      | [ 18 ]       |
| Víctor López Arias         | 18 de julio de 1989 - 1 de mayo de 1992        | [ 19 ]       |
| Óscar Salas Moya           | 1 de mayo de 1992 - 1 de mayo de 1996          | [ 20 ]       |
| Edgar Ramírez Santiesteban | 1 de mayo de 1996 - 10 de septiembre de 1997   | [ 20 ]       |
| Milton Gómez Mamani        | 10 de septiembre de 1997 - 30 de enero de 2000 | [ 20 ]       |
| Max Feraunde Gutiérrez     | 30 de enero de 2000 - 14 de diciembre de 2000  | [ 20 ]       |
| Alberto Camacho Parada     | 14 de diciembre de 2000 - 27 de marzo de 2002  | [ 20 ]       |
| Saturnino Mallku           | 27 de marzo de 2002 - 28 de junio de 2003      | [ 20 ]       |
| Moisés Guzmán              | 28 de junio de 2003 - 28 de julio de 2003      | [ 21 ]       |
| Jaime Solares              | 28 de julio de 2003 - 29 de junio de 2006      | [ 21 ]       |
| Pedro Montes               | 29 de junio de 2006 - 23 de enero de 2012      | [ 21 ]       |
| Juan Carlos Trujillo       | 23 de enero de 2012 - 24 de junio de 2016      |              |
| Guido Mitma                | 24 de junio de 2016 - 25 de febrero de 2018    | [ 22 ]       |
| Juan Carlos Huarachi       | 25 de febrero de 2018 - Actualidad             | [ 9 ] [ 23 ] |

## Relaciones internacionales
La COB está afiliada a la Federación Sindical Mundial.